# Gouvernement militaire américain de l'archipel Ryūkyū
1945–1950
Entités précédentes :
- Empire du Japon

Entités suivantes :
- Administration civile américaine des îles Ryūkyū

Le gouvernement militaire américain de l'archipel Ryūkyū (en japonais 琉球列島米国軍政府 (Ryūkyū-rettō Beikoku Gunseifu) ; en anglais United States Military Government of the Ryukyu Islands) est le gouvernement qui, après la Seconde Guerre mondiale, dirigea de 1945 à 1950 l'archipel Ryūkyū constituant pour le Japon la préfecture d'Okinawa. Après 1950, ce gouvernement militaire est remplacé par l'administration civile américaine des îles Ryūkyū (USCAR).
Le gouvernement était dirigé par le gouverneur militaire (軍政長官, Gunsei Chōkan) et son second, l'officier en chef du gouvernement militaire (軍政府長官, Gunsei-fu Chōkan). Ils étaient assistés par le commandant en second du gouvernement militaire (軍政府副長官, Gunsei-fu Fuku-chōkan).

## Histoire
Après la bataille d'Okinawa de 1945, la marine américaine obtient le contrôle administratif de l'archipel Okinawa, tandis que trois autres groupes d'îles de l'archipel Ryūkyū (les archipels Kerama, Daitō et Sakishima) passent sous le contrôle de l'armée de terre. 
Le 18 juillet 1945, la marine transfère la souveraineté de l'archipel Okinawa à l'Army Forces in the Pacific (AFPAC), mais en récupère le contrôle le 21 septembre suivant et établit un gouvernement militaire sur les îles. Finalement, le 1er juillet 1946, l'armée reprend le contrôle et organise son commandement à partir de la base d'Okinawa. Le 1er janvier 1947, l'AFPAC est réorganisé en Far East Command (FECOM) et un gouvernement unifié des îles Ryūkyū est mis en place, comprenant un appareil de gouvernement militaire, et placé sous la direction du commandant suprême des forces alliées de Tokyo.

## Gouverneurs militaires
| Non                            | Periode                            |
| ------------------------------ | ---------------------------------- |
| LTG Simon Bolivar Buckner, Jr. | 1er avril 1945 - 18 juin 1945      |
| GEN Roy Geiger                 | 18 juin 1945 - 23 juin 1945        |
| GEN Joseph Stilwell            | 23 juin 1945 - 16 octobre 1945     |
| BG Lawrence A. Lawson          | 17 octobre 1945 - 29 décembre 1945 |
| BG Fremont Byron Hodson, Sr.   | 30 décembre 1945 - 26 février 1946 |
| MG Leo Donovan                 | 27 février 1946 - 21 mai 1946      |
| BG Frederic Lord Hayden        | 24 mai 1946 - 11 mai 1948          |
| MG William W. Eagles           | 12 mai 1948 - 30 septembre 1949    |
| MG Josef R. Sheetz (en)        | 1er octobre 1949 - 21 juillet 1950 |
| MG Robert B. McClure           | 28 juillet 1950 - 6 décembre 1950  |
| BG Harry B. Sherman            | 6 décembre 1950 - 9 décembre 1950  |
| MG Robert S. Beightler         | 9 décembre 1950 - 15 décembre 1950 |